# Ріверв'ю (Делавер)
Ріверв'ю (англ. Riverview) — переписна місцевість (CDP) в окрузі Кент штату Делавер США. Населення — 2458 осіб (2020).

## Географія
Ріверв'ю розташований за координатами 39°1′50″ пн. ш. 75°31′7″ зх. д. / 39.03056° пн. ш. 75.51861° зх. д. (39.030435, -75.518650).  За даними Бюро перепису населення США в 2010 році переписна місцевість мала площу 9,56 км², з яких 9,35 км² — суходіл та 0,21 км² — водойми.

## Демографія
Згідно з переписом 2010 року, у переписній місцевості мешкало 2456 осіб у 854 домогосподарствах у складі 725 родин. Густота населення становила 257 осіб/км².  Було 906 помешкань (95/км²).
Расовий склад населення:
| - 81,4 % — білих - 12,1 % — чорних або афроамериканців - 1,5 % — азіатів - 0,4 % — корінних американців - 1,2 % — осіб інших рас |

До двох чи більше рас належало 3,4 %. Частка іспаномовних становила 4,0 % від усіх жителів.
За віковим діапазоном населення розподілялося таким чином: 25,7 % — особи молодші 18 років, 64,0 % — особи у віці 18—64 років, 10,3 % — особи у віці 65 років та старші. Медіана віку мешканця становила 40,5 року. На 100 осіб жіночої статі у переписній місцевості припадало 97,3 чоловіків;  на 100 жінок у віці від 18 років та старших — 95,5 чоловіків також старших 18 років.
Середній дохід на одне домашнє господарство  становив 100 975 доларів США (медіана — 92 462), а середній дохід на одну сім'ю — 102 509 доларів (медіана — 87 109). За межею бідності перебувало 4,9 % осіб, у тому числі 14,7 % дітей у віці до 18 років та 0,0 % осіб у віці 65 років та старших.
Цивільне працевлаштоване населення становило 1215 осіб. Основні галузі зайнятості: освіта, охорона здоров'я та соціальна допомога — 27,2 %, виробництво — 21,7 %, роздрібна торгівля — 16,1 %.